# Intraspezifische Konkurrenz
Intraspezifische Konkurrenz (auch innerartliche Konkurrenz) ist der ökologische Wettbewerb um Lebensraum und Ressourcen innerhalb von Populationen, also zwischen mehreren Individuen einer Art. Wichtig ist die intraspezifische Konkurrenz zur Regulierung der Populationsdichte und zur Anpassung an veränderte Lebensbedingungen (Evolution). Im Gegensatz dazu steht die interspezifische Konkurrenz, die den Wettbewerb zwischen Populationen verschiedener Arten bezeichnet.
Da die Individuen einer Art gleiche Bedürfnisse und Verhalten aufweisen, konkurrieren sie um dieselben Ressourcen. Dies führt im Verlauf des Wachstums zu einem Mangel an diesen Ressourcen. Individuen, die an einem Mangel leiden, weisen eine geringere Lebensdauer, Reproduktion und geringeres Wachstum auf. Der Mangel entsteht entweder durch
- Ressourcenausnutzung vorangegangener Individuen am selben Standort, oder
- Einschränkung des Lebensraumes durch die Neubesiedelung eines Habitats durch ein anderes Individuum.

Ein gebräuchliches mathematisches Modell für die zeitliche Entwicklung einer Population unter Berücksichtigung der intraspezifischen Konkurrenz ist die logistische Differentialgleichung
{\displaystyle {\frac {dx}{dt}}=ax(1-{\frac {x}{K}})}
wobei {\displaystyle x} für die Populationsdichte und {\displaystyle K} für die Kapazität steht.
Der Konkurrenzdruck ist von der Dichte einer Population abhängig. Nimmt die Anzahl der Tiere in einem bestimmten Lebensraum ab, sinkt die Sterberate und/oder steigt die Geburtenrate (zum Beispiel Senkung der Samenproduktion bei Pflanzen). Populationen mit weniger Organismen können deshalb über einen längeren Zeitraum wachsen. Ein theoretisches Gleichgewicht einer stabilen Population bezeichnet man als Tragfähigkeit (carrying capacity). Eine Population ist stabil, wenn sich Geburtenrate und Sterberate im Gleichgewicht befinden. Die Populationsdichte und -größe ist aber auch von Umweltbedingungen und Prädation (Räuber, Fraßdruck) abhängig. Daher ist sie oft – abweichend von der Theorie – Schwankungen unterworfen.
Stellt sich ein solches Gleichgewicht annähernd ein, regelt in Pflanzenbeständen in einem beschränkten Lebensraum außerdem die Selbstausdünnung als negative Rückkopplung die Populationsdichte. Bei der Selbstausdünnung werden schwächere Individuen durch stärkere verdrängt; die Individuenanzahl (die Populationsdichte) nimmt ab, während die Biomasse der einzelnen überlebenden Individuen zunimmt. Die gesamte Biomasse der Population bleibt gleich. Mit dem Alter der Individuen wachsen ihre Ansprüche und ihre Biomasse. Die intraspezifische Konkurrenz verstärkt sich, und die Überlebenswahrscheinlichkeit für das einzelne Individuum sinkt.